# Maurycy Bogusław Woyde

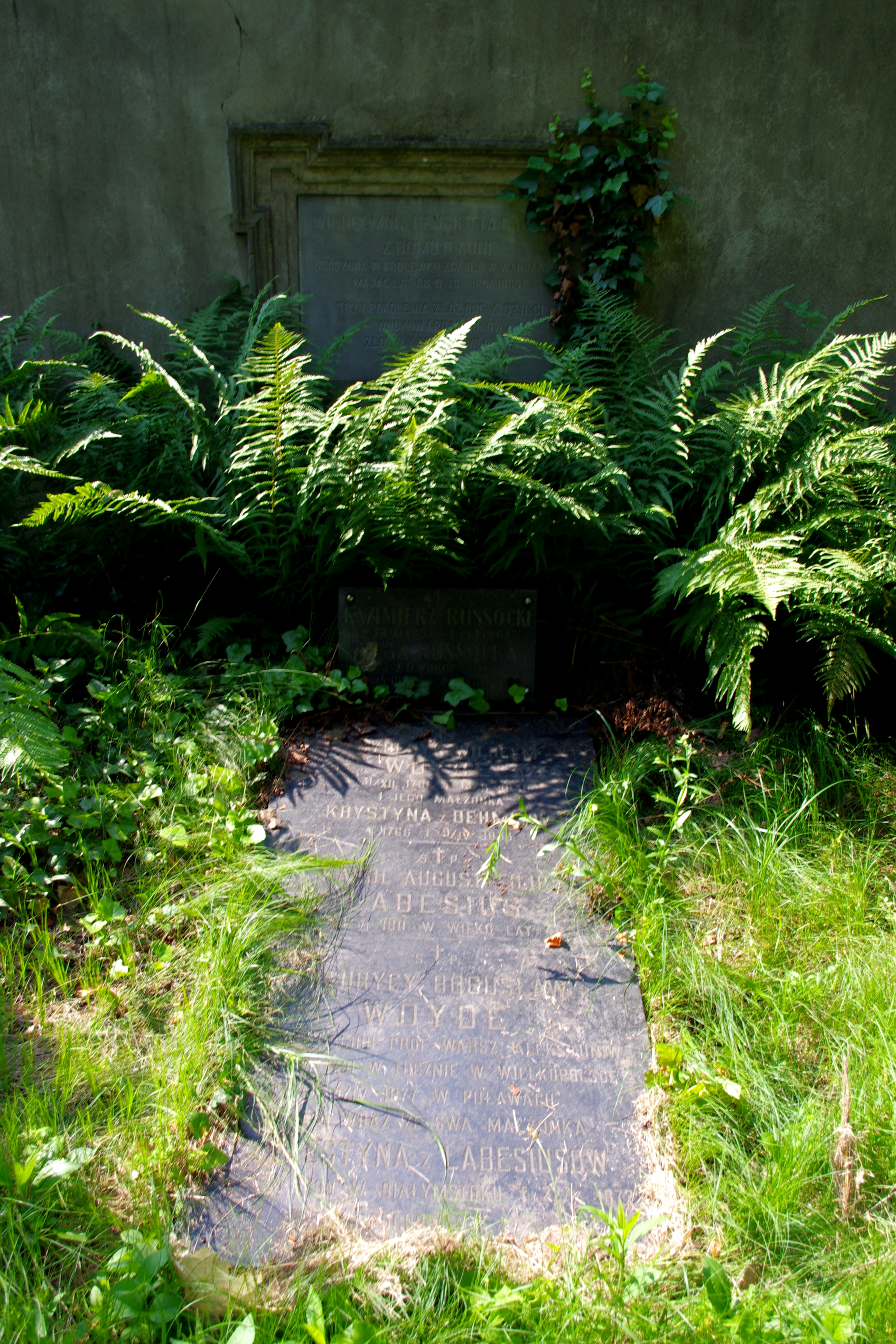
Grób lekarza Maurycego Bogusława Woyde na cmentarzu reformowanym przy ul. Żytniej w Warszawie

Maurycy Bogusław Anastazy Woyde (ur. 24 listopada 1791 w Tucznej, zm. 4 kwietnia 1877 w Puławach) – polski lekarz, profesor Uniwersytetu Warszawskiego, wolnomularz.

## Życiorys
Był synem Fryderyka Wilhelma (1761–1830), intendenta dóbr państwowych, i Rozyny z Dehmelów (1766–1833), kalwinistów. W 1809 ukończył Liceum Warszawskie, po czym studiował medycynę w warszawskiej Szkole Lekarskiej.
W 1813 uzyskał stopień doktora medycyny i chirurgii oraz licencjata akuszerii. Uczył się również w Berlinie i Wiedniu. 
Do Warszawy powrócił w 1815 i otworzył prywatną praktykę lekarską. W 1816 praktykował jako lekarz w Warszawskim Towarzystwie Dobroczynności. W latach 1816–1828 leczył niezamożne osoby w Szpitalu Jana Bożego.
W 1817 powołano go na stanowisko profesora przybranego (nadzwyczajnego) na Wydziale Medycznym Królewskiego Aleksandryjskiego Uniwersytetu Warszawskiego. W 1823 został mianowany profesorem stałym (zwyczajnym) i otrzymał katedrę medycyny sądowej. W 1827 powołano go na członka Najwyższej Komisji Egzaminacyjnej.
W latach 1824–1830 był członkiem Rady Ogólnej Lekarskiej, a w latach 1837–1848 Rady Lekarskiej Królestwa Polskiego. W 1820 był współtwórcą Towarzystwa Lekarskiego Warszawskiego, następnie jego bibliotekarzem w latach 1826–1830 oraz jego prezesem w latach 1839–1843.
Wziął udział w powstaniu listopadowym i działał jako lekarz w szpitalu Gwardii Koronnej (Koszary Mirowskie) i w prowizorycznym ambulatorium, urządzonym w salach Uniwersytetu. Po upadku powstania i zlikwidowaniu UW przez cara Mikołaja I pozostał w Warszawie i prowadził swą prywatną praktykę, ciesząc się sławą jednego z najpopularniejszych lekarzy warszawskich.
Pracował również w Instytucie Wychowania Panien w Puławach. Był honorowym członkiem Lubelskiego Towarzystwa Lekarskiego. Otrzymał szlachectwo z prawem dziedziczenia.

## Życie prywatne
Od 1820 był wolnomularzem w loży „Świątynia Stałości”, a w latach 1828–1848 radcą Konsystorza Wyznań Ewangelickich w Królestwie Polskim. W 1849 przeszedł na emeryturę i przeniósł się do Puław, gdzie w 1863 celebrował 50-lecie doktoratu, a w 1873 50-lecie profesury.
Był żonaty z Celestyną z Labesiusów (1799–1872), z którą miał trzech synów. Spośród nich szczególnie się wyróżnili dwaj młodsi, Karol August, rosyjski generał piechoty i Aleksander Jan, znany architekt warszawski. Wnuk Aleksander (zm. 1925) był badaczem dziejów kalwinizmu w Polsce.
Małżonkowie Woyde zostali pochowani w Puławach. Upamiętniono ich tablicę pamiątkową na grobie rodziców profesora na cmentarzu kalwińskim w Warszawie (Kw. G-5-3).